# Lionel Jadot
Pour les articles homonymes, voir Jadot.
 (décembre 2018).
 (décembre 2018).
Lionel Jadot, né en 16 août 1969 à Uccle, Bruxelles, est un producteur, réalisateur, scénariste et architecte d'intérieur belge.

## Filmographie

### Producteur
- 2012 : Au nom du fils

### Producteur, réalisateur et scénariste
- 2006 : Ysé
- 2006 : Have a Nice Day Honey
- 2006 : Sisters
- 2010 : Conduite intérieure

## Vie privée
Il est marié à l'actrice et scénariste Astrid Whettnall (née Astrid Marguerite Sophie Marie Thérèse Ullens de Schooten-Whettnall le 17 mars 1971 à Uccle) depuis le 17 septembre 1996 à Wezembeek-Oppem. Ils ont trois filles, Victoria Jadot (née le 3 septembre 1997 à Bruxelles), comédienne et réalisatrice, Joséphine Zita Jadot (née le 16 décembre 1999 à Bruxelles), étudiante à l'université de Gand, et Milla Jadot (née le 30 novembre 2005 à Bruxelles), créatrice de mode autodidacte.

### Bases de données et dictionnaires
- Ressources relatives à l'audiovisuel :   - Allociné
  - IMDb
- Notices d'autorité :   - VIAF
  - IdRef

### Autres liens externes
- Lionel Jadot: l'apôtre du less is a bore (Le Soir, 18 octobre 2016)
- Lionel Jadot, un créateur en liberté (RTBF, 5 décembre 2016)
- Lionel Jadot, l'art de la chute (La Libre, 31 octobre 2016)
- Qui est Lionel Jadot, l'homme qui volait avec ses yeux? (Trends-Tendances, 30 novembre 2018)
- Lionel Jadot: rien ne se perd (L'Écho, 8 mai 2018)